# 2981 Chagall
Chagall (asteróide 2981) é um asteróide da cintura principal, a 2,6518058 UA. Possui uma excentricidade de 0,160949 e um período orbital de 2 052,21 dias (5,62 anos).
Chagall tem uma velocidade orbital média de 16,75390564 km/s e uma inclinação de 0,85732º.
Este asteróide foi descoberto em 2 de Março de 1981 por Schelte J. Bus.